# Noblesse oblige (Punkreas)
Noblesse oblige è il nono album del gruppo punk italiano Punkreas, pubblicato il 31 gennaio 2012 da Edel.

## Critica
Il disco risulta molto più ironico, rispetto al cupo Futuro imperfetto, trattando vari temi con audace ironia, a partire dal titolo, Noblesse oblige.

## Tracce
1. La fine del mondo
2. Polenta & Kebab (feat. O Zulù)
3. Mozzarella Blu
4. Il segreto di Pulcinella
5. Ali di Pietra
6. Giuda
7. L'aperitivo
8. Sesso a Pagamento
9. La soluzione
10. Plastico
11. Astronauta
12. Saremo in tanti